# Radostowo (powiat olsztyński)

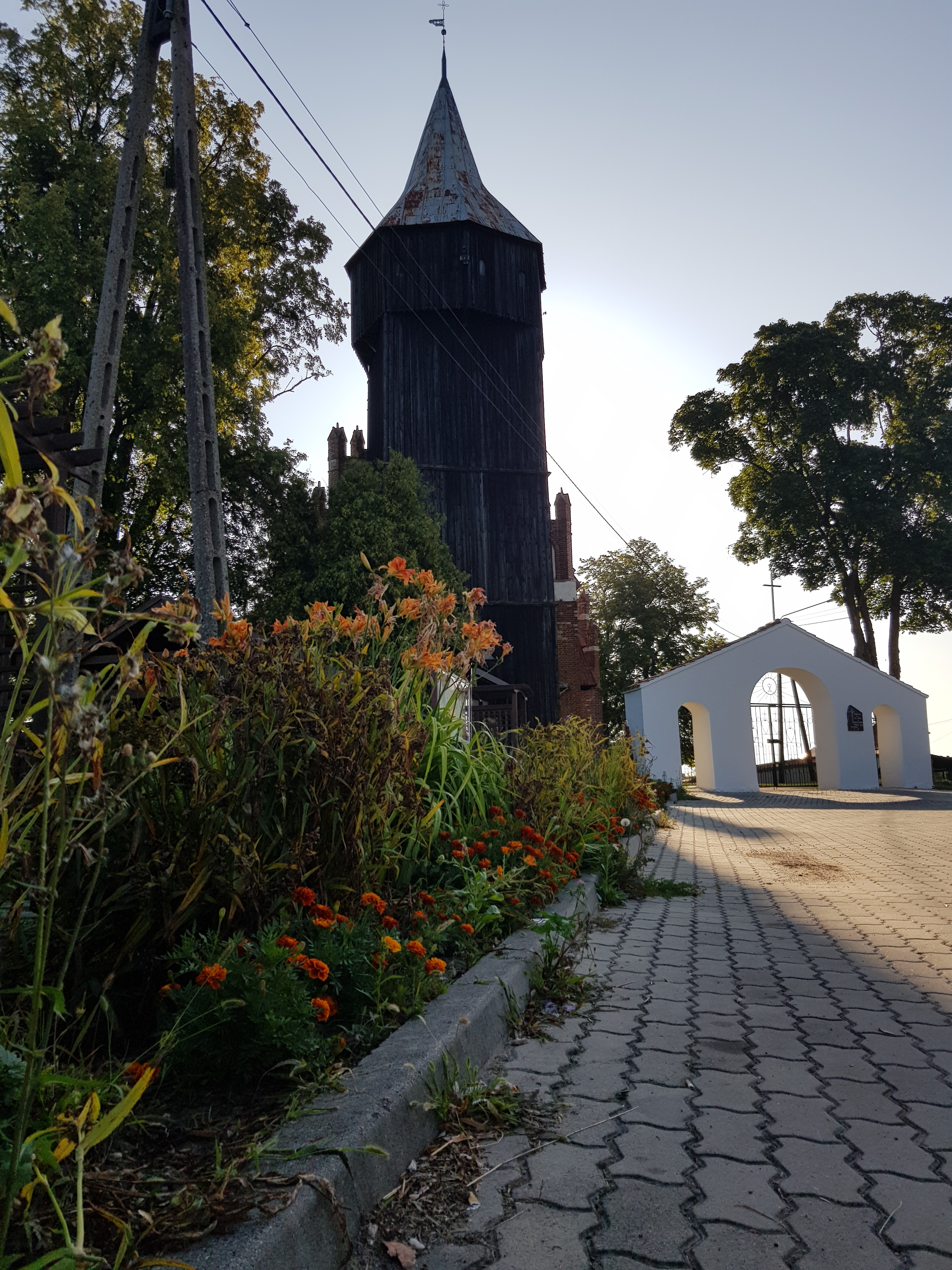
Kościół w Radostowie.

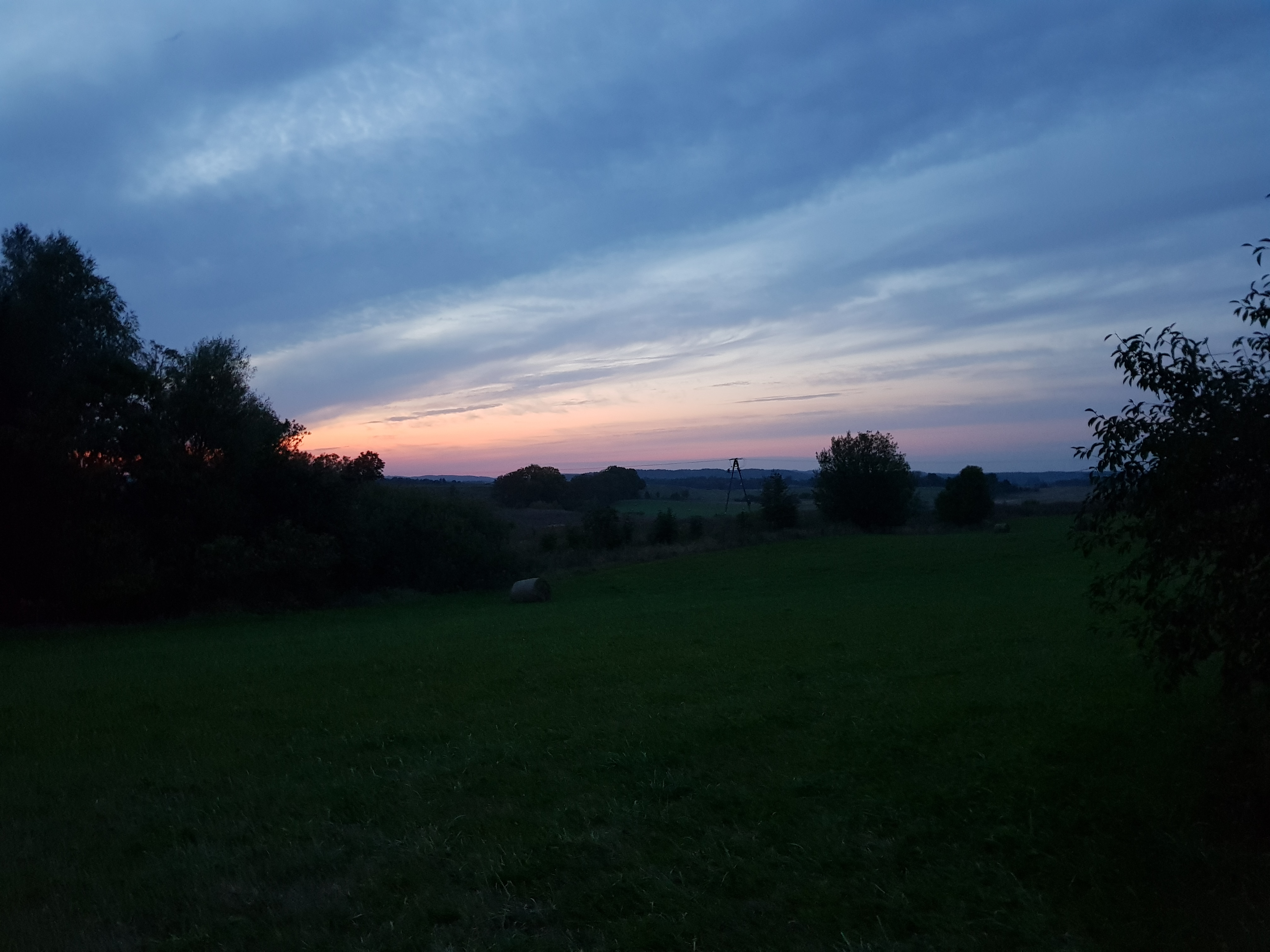
Zachód słońca w Radostowie.

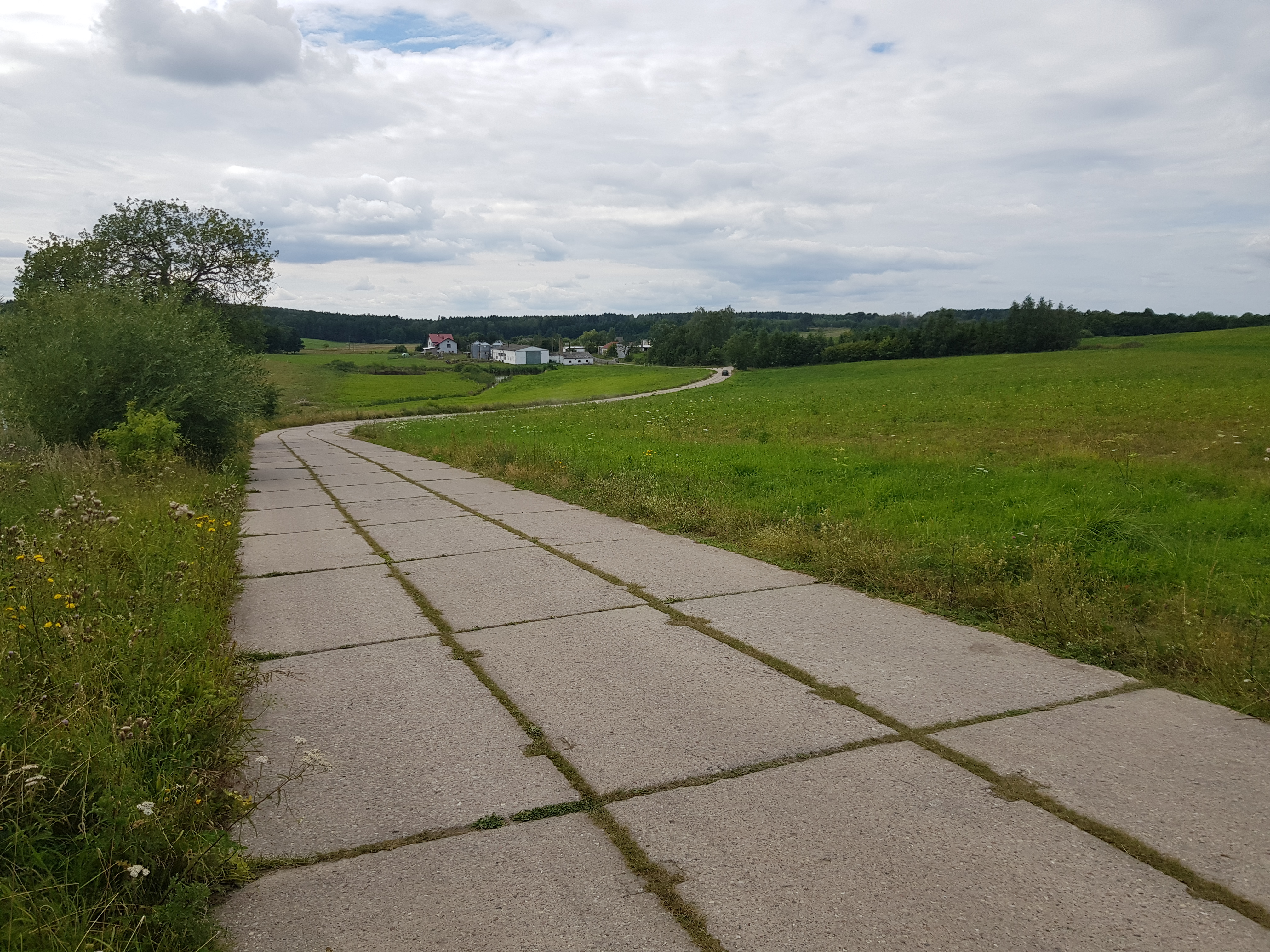
Radostowo.

Radostowo (niem. Freudenberg) – wieś warmińska w Polsce położona w województwie warmińsko-mazurskim, w powiecie olsztyńskim, w gminie Jeziorany przy drodze wojewódzkiej nr 593.
Do 1954 roku istniała gmina Radostowo. W latach 1975–1998 miejscowość należała administracyjnie do województwa olsztyńskiego. Wieś znajduje się w historycznym regionie Warmia.
Wieś kościelna położona na obszarze rolniczym, na terenie zlewni jeziornej, w rejonie chronionego krajobrazu. Wieś o charakterystycznym kształcie owalnicy. W odległości ok. 3 km na południowy wschód od miejscowości wznosi się Święta Góra (179 m), będąca jednocześnie punktem widokowym. Zachowały się na niej ślady dawnych wałów i fos, świadczące o wcześniejszym osadnictwie Prusów. Ok. 2 km na północ od wsi znajduje się jezioro Blanki (440 ha, 7 km długości), przez które przepływa rzeka Symsarna.
Obecnie we wsi znajdują się: kościół, sklepy, poczta, punkt sprzedaży gazu, warsztat usługowy, ochotnicza straż pożarna oraz szkoła.

## Historia
Wieś założona została w latach 1333-1342 przez warmińskiego wójta krajowego Henryka von Lutra. Lokacja wsi została odnowiona 24 maja 1362 przez biskupa warmińskiego Stryprocka. Wówczas przewidziano 6 włók na uposażenie kościoła. Gotycki kościół wybudowano po roku 1362.
W XV w. we wsi były dwie karczmy, które zostały zniszczone w czasie wojny polsko-krzyżackiej 1519-1521. Przywilejem z dnia 4 lipca 1595 biskup warmiński Andrzej Batory, jedną z nich (zniszczoną zagrodę karczemną) nadał na prawie chełmińskim miejscowemu nauczycielowi o nazwisku Jan Kasenitz. Dwie karczmy w Radostowie wymieniane są w opisie wsi z 1783 roku, wówczas we wsi było 57 domów.

## Oświata
W protokółach z wizytacji parafii zachowały się informacje o funkcjonującej tu szkole w latach: 1565-1572, 1597-1598 i 1609. W roku 1662 nauczycielem był tu kleryk, który dwa lata studiował w kolegium braniewskim, a w 1667 roku nauczycielem był absolwent kolegium jezuickiego w Reszlu. Około 1891 w Radostowie powstała biblioteka Towarzystwa Czytelni Ludowych. W 1935 w szkole było trzech nauczycieli i 130 uczniów.

## Zabytki
- Gotycki kościół św. Jerzego, orientowany, murowany z cegły z końca XIV w. Jest to budowla salowa wzniesiona ok. 1362 r., ufundowana przez biskupa Jana Stryprocka. Pięcioboczna wieża drewniana z izbicą z XVIII wieku o konstrukcji słupowej. Barokowe wyposażenie wnętrza kościoła pochodzi z XVIII wieku. Ołtarz główny z 1769, a także ambona i baptysterium pochodzi z warsztatu Chrystiana Bernarda Schmidta z Reszla (jest to naśladownictwo prac Krzysztofa Pervangera). Na belce tęczowej z 1741 grupa pasyjna złożona z gotyckiego krucyfiksu z XV w. i wczesnobarokowych figur Maryi i św. Jana. W ołtarzu głównym znajduje się obraz św. Jerzego (z 1763 r.), namalowany przez Józefa Korzeniewskiego z Lidzbarka. Krótka i wysoka nawa ujęta w rozbudowane szczyty, boczna kruchta i zakrystia efektownie zwieńczone[4].
- W odległości ok. 3 km na południowy wschód od wsi (w stronę Krokowa) wznosi się Święta Góra, będąca jednocześnie punktem widokowym na wieś i okolice. Zachowały się na niej ślady dawnych wałów i fos.
- Kapliczka przydrożna murowana z XVIII wieku.

Inne miejscowości o nazwie Radostowo: Radostowo, Radostów